# Broteochactas
Broteochactas  es un género de escorpiones de la familia Chactidae propio del norte de América del Sur.

## Características
Los escorpiones del género Broteochactas se caracterizan por presentar surcos vestigiales en el caparazón siendo más marcados los medioposteriores y los posterotransversos, Poseen dos ojos laterales y dos lateropostriores estos últimos vestigiales, el lado externo de la tibias palpares se observan 24 tricobotrias y 7 ventrales. Los peines pueden presentar o no fulcros. Hay existencia de carenas en los segmentos caudales del I a IV y el telson es sin tubérculos bajo el aguijón

## Distribución
Este es género es típico del norte de América del Sur  casi la totalidad sus especies se han descrito y señalado para esta área, en la actualidad existen reportes para el norte Brasil,  Colombia, Guayana Francesa, Guyana, Panamá, Surinam, Trinidad y Tobago  y Venezuela

## Especies del género
Para el género Broteochactas se han  descrito las siguientes especies: 
- Broteochactas bariensis González-Sponga, 1991[3]
- Broteochactas bilbaoi González-Sponga, 1978[2][3]
- Broteochactas bruzuali González-Sponga, 1980[2][3]
- Broteochactas caroniensis González-Sponga, 1996[4]
- Broteochactas cauaburi Lourenço, Araujo & Franklin, 2010[6]
- Broteochactas cocuyensis González-Sponga, 2004[7]
- Broteochactas colombiensis González-Sponga, 1976[3]
- Broteochactas danielleae Lourenço, 2007[8]
- Broteochactas delicatus (Karsch, 1879)[4]
- Broteochactas efreni González-Sponga, 1978[2][3]
- Broteochactas eliasivai González-Sponga, 1980[2][3]
- Broteochactas fei Pinto da Rocha & Brescovit 2000[4]
- Broteochactas fravalae Lourenço, 1983[4]
- Broteochactas gaillardi Lourenço, 1983[4]
- Broteochactas garciai González-Sponga, 1978[2][3]
- Broteochactas gollmeri (Karsch, 1879)[2][9][3]
- Broteochactas gonzalezspongai Lourenço, 1983[4]
- Broteochactas goujei Velllard, 1932[4]
- Broteochactas granosus Pocock, 1900[4]
- Broteochactas guaiquinimensis González-Sponga, 1993[4]
- Broteochactas jaspei González-Sponga, 1996[4]
- Broteochactas josemanueli González-Sponga, 1992[3]
- Broteochactas kelleri Lourenço, 1996[4]
- Broteochactas kjellesvigi González-Sponga, 1974[2][3]
- Broteochactas laui Kjellesvig-Waering, 1966[4]
- Broteochactas leoneli González-Sponga, 1978[2][3]
- Broteochactas manisapanensis (González-Sponga, 1992)[2][3]
- Broteochactas mascarenhasi (Lourenço, 1988)[4]
- Broteochactas neblinensis González-Sponga, 1991[3]
- Broteochactas niemeyerae Lourenço, Giupponi & Pedroso, 2011[10]
- Broteochactas nitidus Pocock, 1893[1]
- Broteochactas orinosensis Scorza, 1954[2][3]
- Broteochactas panarei González-Sponga, 1980[2][3]
- Broteochactas paoensis González-Sponga, 1996[4]
- Broteochactas parimensis González-Sponga, 2004[7]
- Broteochactas parvulus(Pocock, 1897)[4]
- Broteochactas porosus Pocock, 1900[2][3]
- Broteochactas racenisi González-Sponga, 1975[2][3]
- Broteochactas riopiñensis González-Sponga, 1992[3]
- Broteochactas ruizpittoli González-Sponga, 1993[4]
- Broteochactas sanmartini González-Sponga, 1974[2][3]
- Broteochactas santanai González-Sponga, 1978[2][3]
- Broteochactas sarisariñamensis González-Sponga, 1985[3]
- Broteochactas scorzai Dagert, 1957[2][3]
- Broteochactas simarawochensis González-Sponga, 1974[2][3]
- Broteochactas sissomi (Lourenço, 1983)[4]
- Broteochactas skuli Lourenço & Pinto-da-Rocha, 2000[4]
- Broteochactas trezzii (Vignoli & Kovarik, 2003)[11]
- Broteochactas venezuelensis (González-Sponga, 1996)[12]
- Broteochactas verai González-Sponga, 1993[4]
- Broteochactas verneti (González-Sponga, 1992)[2][3]
- Broteochactas vestigialis (González-Sponga, 1978)[2][3]
- Broteochactas yekuanae González-Sponga, 1984[3]

Adicionalmente se discute el estatus genérico  de las siguientes dos  descritas en el género  Auyantepuia:
- Broteochactas amapaensis (Lourenço & Qi, 2007)[13]
- Broteochactas surinamensis (Lourenço & Duhem, 2010)[14]